# Paraíso de Osorio
Paraíso de Osorio est une municipalité du département de La Paz au Salvador.